# アキシブ系
アキシブ系（あきしぶけい）は、1990年代初頭に出現した、オシャレで脱力感のある音楽性をもつ渋谷系の音楽とアニメソングやゲームミュージックなどの音楽性をもつアキバ系の両者のムーヴメントを背景とした音楽を融合させた音楽。J-POPのひとつのジャンルとして再定義した造語である。
広義には、渋谷系のサブカルチャーとアキバ系のサブカルチャー（オタク文化）の融合そのものを指す。「渋谷系」同様、その音楽および利用媒体から受ける主観的イメージによるものが大きく、明確な定義はされていない。
2000年代にテレビアニメ『ちょびっツ』『月詠 -MOON PHASE-』『ゼーガペイン』などで渋谷系的音楽が使用され、2007年9月にコンピレーションCD「AKSB~これがアキシブ系だ!~」が発売された。アニメソングの拡大ともにアキシブ系から渋谷系を知るという事例も出るようになった。

## 主なアーティスト
- 石濱翔
- 大久保薫
- 神前暁
- 坂本真綾
- 佐高陵平
- セラニポージ
- 田中秀和
- 橋本由香利
- 花澤香菜
- ヒャダイン
- 牧野由依
- AYUSE KOZUE
- CooRie
- marble
- MONACA
- Sonic Coaster Pop
- でんぱ組.inc
- フーリンキャットマーク
- アキシブproject
- 中原みりん

## アキシブ系発祥前にデビューしたが、後にアキシブ系にカテゴライズされたアーティスト
- 片岡知子（instant cytron）
- advantage Lucy
- GOMES THE HITMAN
- ROCKY CHACK
- ROUND TABLE featuring Nino - ROUND TABLE自体は本来の渋谷系であるが feat.Ninoに限定してアキシブ系に定義される。また、メンバーの北川勝利は近年積極的にアニメ・声優界隈への楽曲提供を行っている。
- Swinging Popsicle
- YMCK
- Dimitri from Paris